# Csitáry-Hock Tamás
Csitáry-Hock Tamás (Székesfehérvár, 1965. március 1. –) író, újságíró, kommunikációs szakember. Édesanyja Csitáry Éva, édesapja Hock Ottó festőművész. Több székesfehérvári médiánál, többek között a Vörösmarty Rádiónál, és a Fehérvár Televíziónál is dolgozott. Írásai megjelentek a Fehérvári Hét, a Fehérvári Polgár, valamint a Fehérvári 7 Nap című lapokban.  Munkatársa volt a Magyar Katolikus Rádió székesfehérvári szerkesztőségének, a Székesfehérvár és Vidéke című lap tulajdonos-főszerkesztője volt. Több kötet szerzője.

## Élete
Sok szál fűzi Székesfehérvárhoz, családja több mint 150 éve ebben a városban telepedett le. Sorkatonai szolgálatának végén jelent meg első írása a Fehérvári Hét című lapban 1990 januárjában. Ettől kezdve egyre gyakrabban írt az újság számára, míg végül az újságírói hivatást választotta. Dolgozott az Adventista Világrádiónál, a Kodolányi János Főiskola Vörösmarty Rádiójában, a Fehérvár Televíziónál, a Magyar Katolikus Rádiónál. Írásai jelentek meg a Fejér Megyei Hírlapban, a Fehérvári Polgár valamint a Fehérvári 7 Nap című lapoknál. 2012 decemberében újra elindította a Székesfehérvár és Vidéke című lapot. 2010-ben jelent meg Mosolyhíd című kötete, amely elindította az írói pályán. Azóta számos alkalommal tartott előadásokat, közönségtalálkozókat itthon és külföldön egyaránt.  
Könyvei
- Alakok az ezredfordulón (Interjúk, 2004)
- Így írtunk mi (Érdekességek a régi székesfehérvári sajtóból, 2009)
- Mosolyhíd (2010, 2013, 2014, 2018)
- Mosolyszárnyak (2011, 2014, 2018)
- Mosolyvarázs (2012, 2014)
- Szívérintés (2013, 2018)
- Lélekkönyv (2014, 2019)
- Lélektükör (2015, 2016)
- Élet-Érzés (2016)
- Kicsikincsem (2016)
- Lélekhang (2018)
- Soul Stories (angol nyelvű válogatás - 2018)
- Érzésmorzsák (2018)
- Féltelek (2018)
- Lélekajándék (2018)
- Szívhangok (2019)
- kávézzvelem (2019)
- Lelkembe jutsz... (2019)
- Angyaltoll (2019)
- Lélekalbum (2020)
- Találkozás (2020)
- Lélekvakcina (2021)
- Mosolyfürdő (2021)
- Életbomba (2021)
- Tizenhat (2022)
- Végl/zetasszony (2022)
- Végzetangyal (2023)
- Örökünnep (2023)
- Szívemlékek (2024)
- Életemelő (2025)

## Díjak
- Penna Regia (2013)
- Fejér Megyei Prima Közönségdíj (2013)